# Чепіль

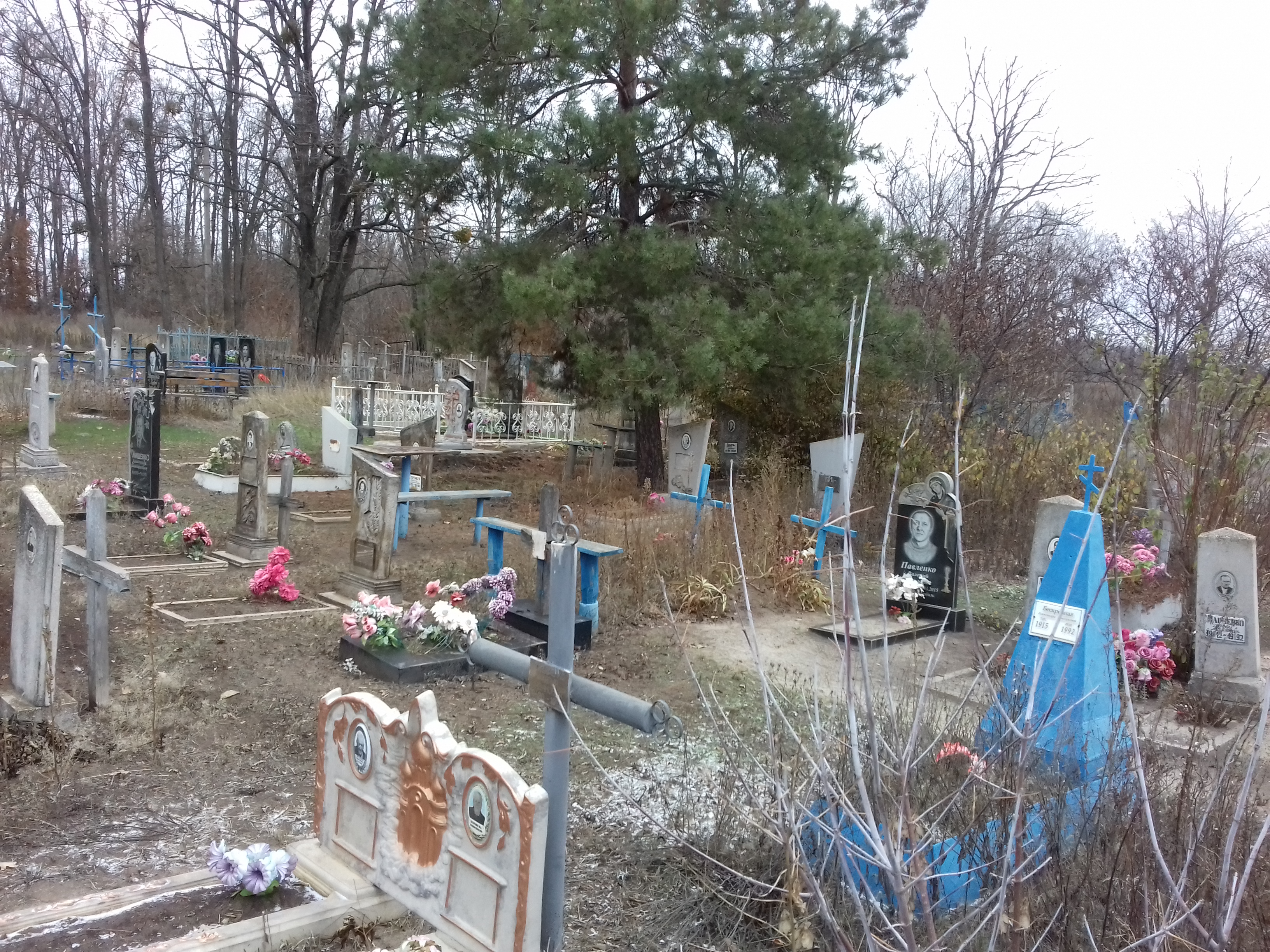
Кладовище, село Вітрівка, 18.11.2020

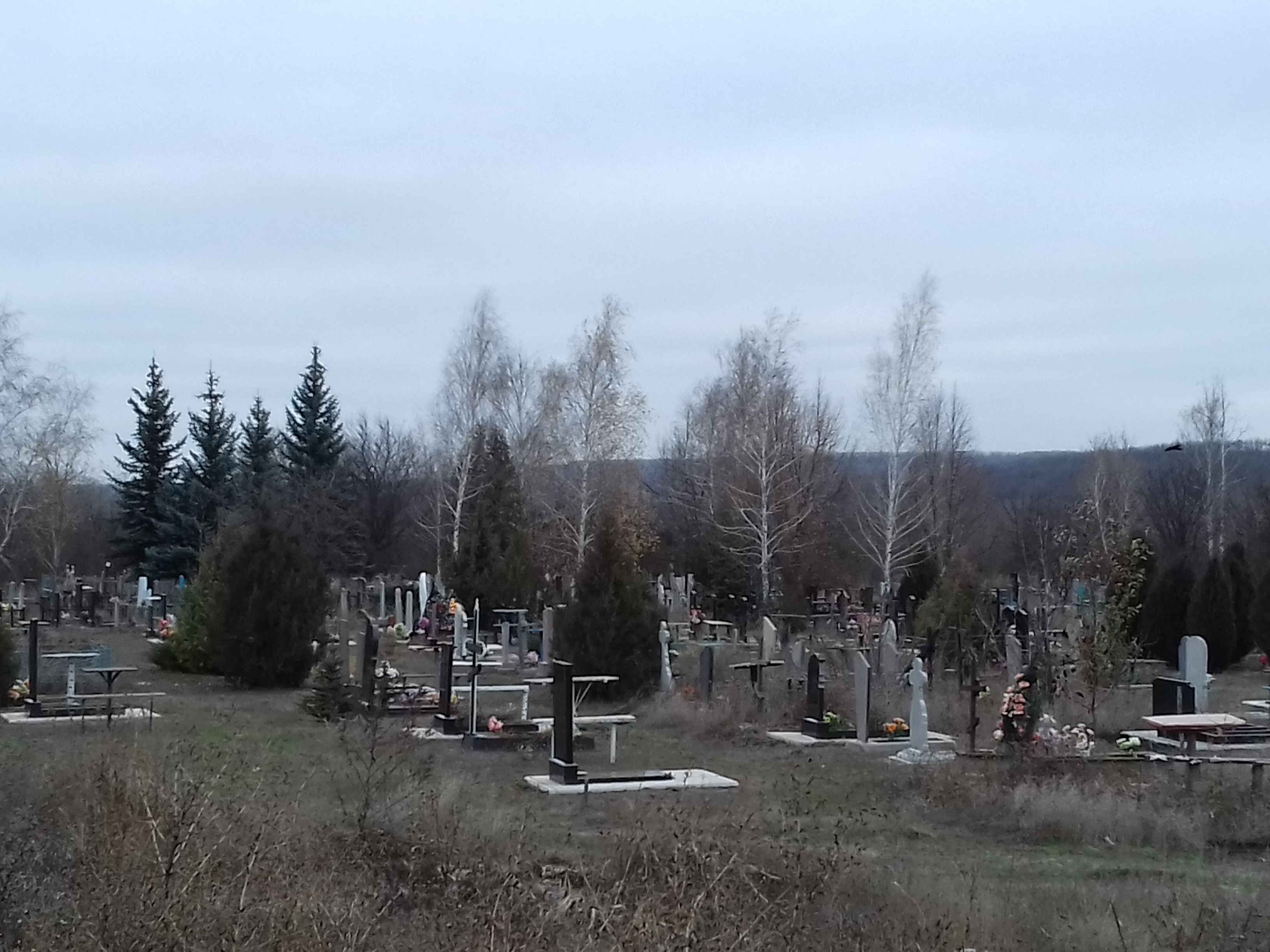
Кладовище, село Чепіль, вигляд з дороги

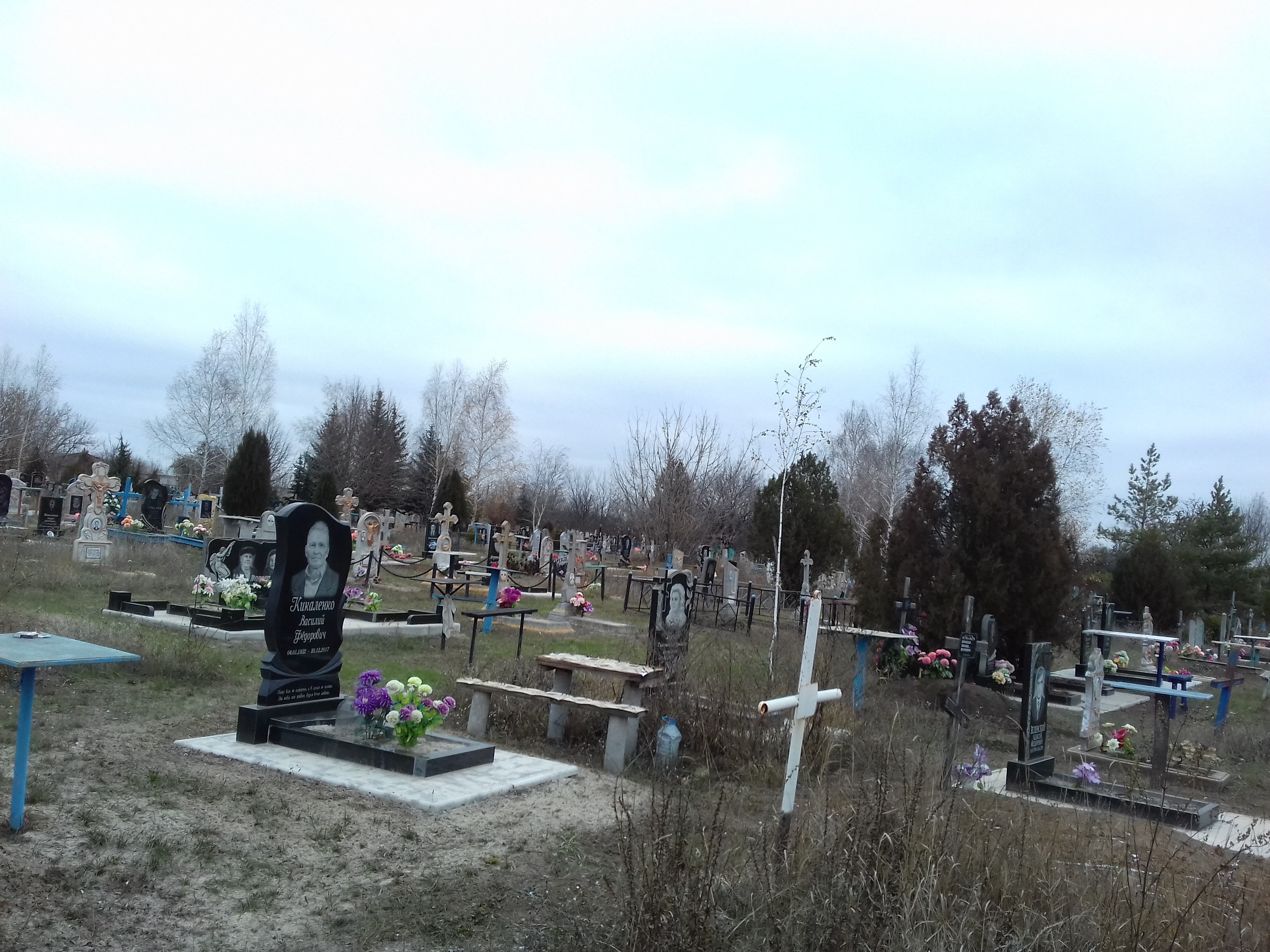
Кладовище села Чепіль, вигляд від краю

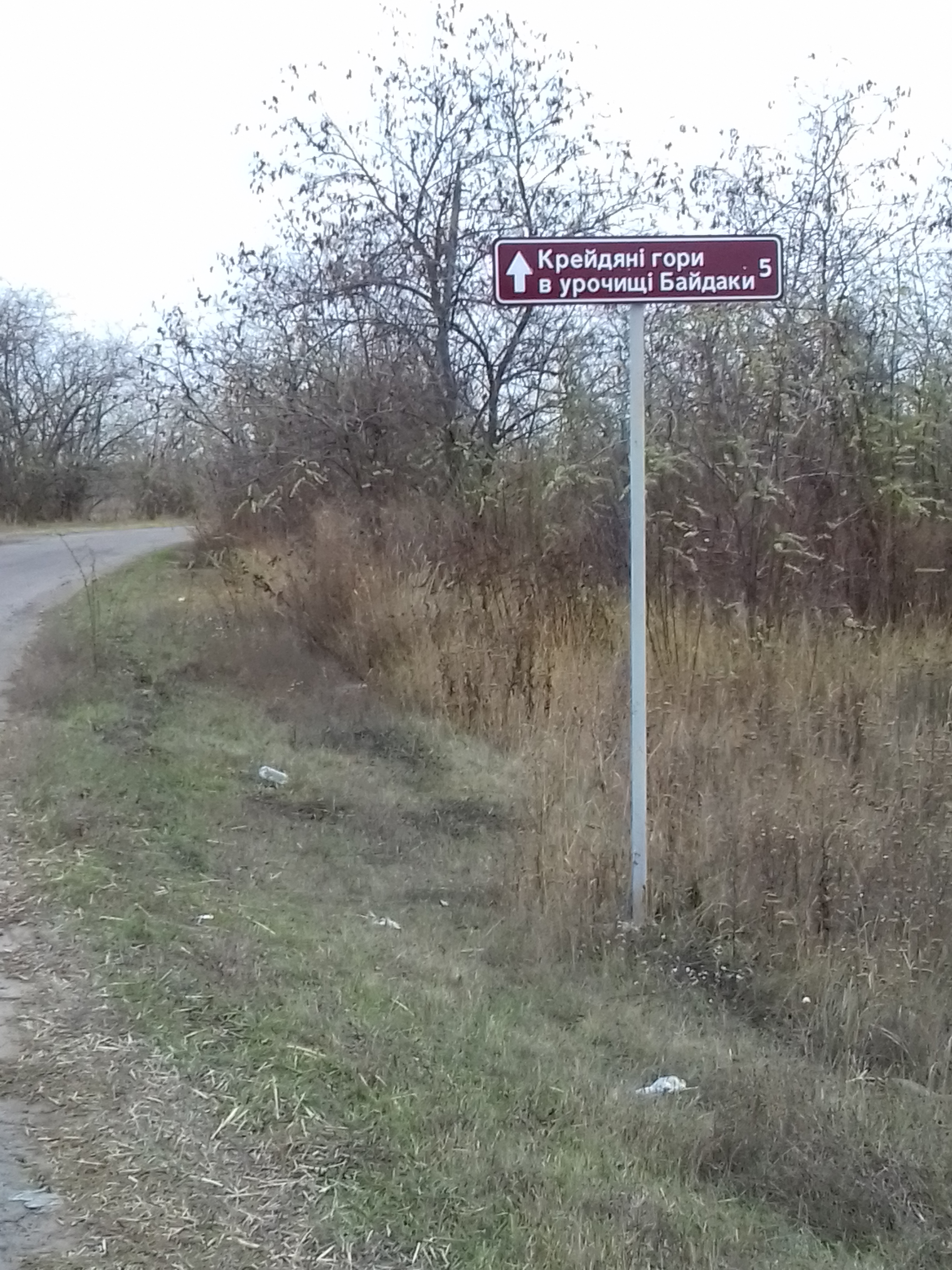
Дорожний знак Крейдянка

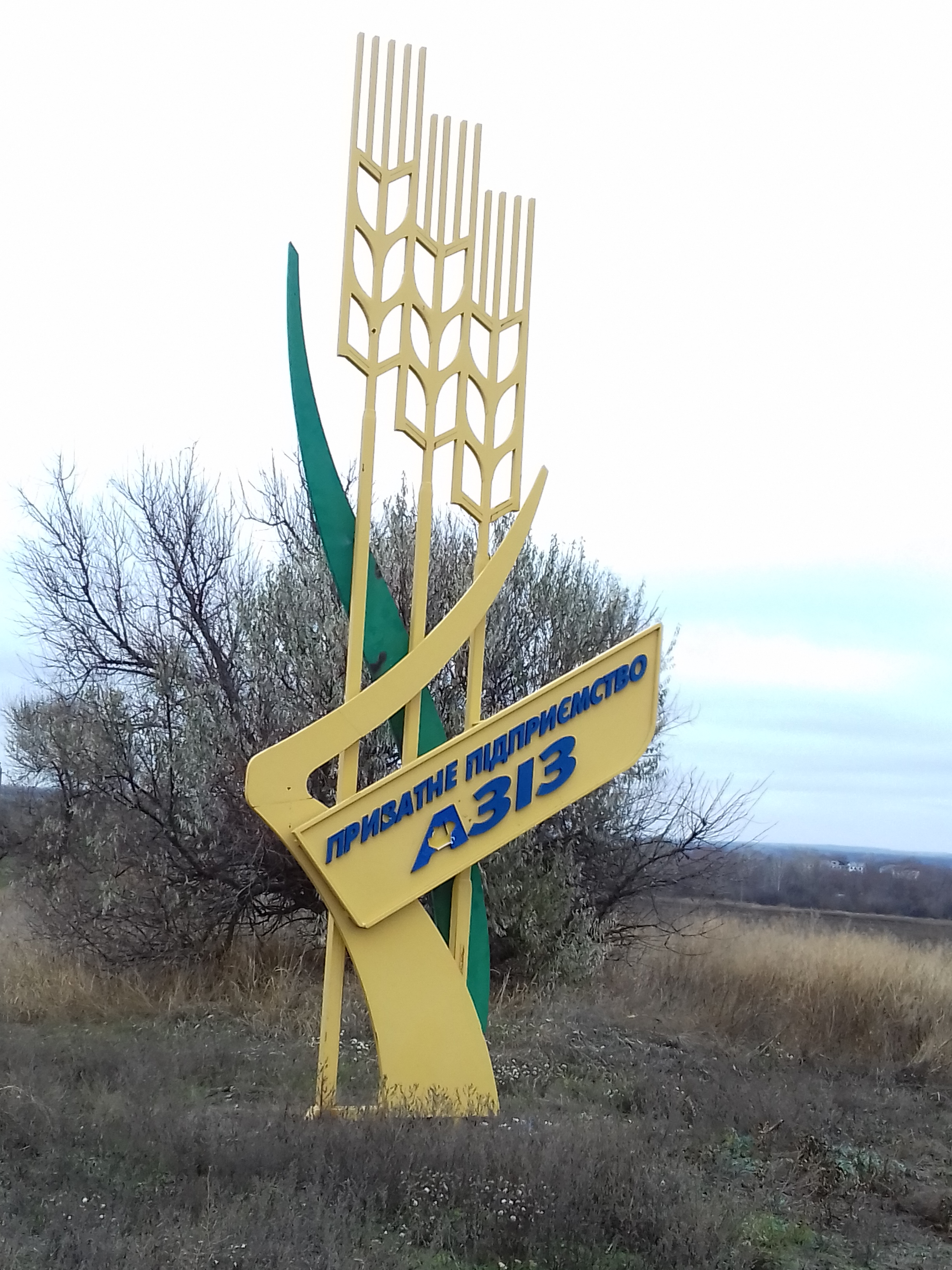
Дорожний знак на в'їзді до села Чепіль, покажчик меж земель сільгосппідприємства ПП АЗІЗ

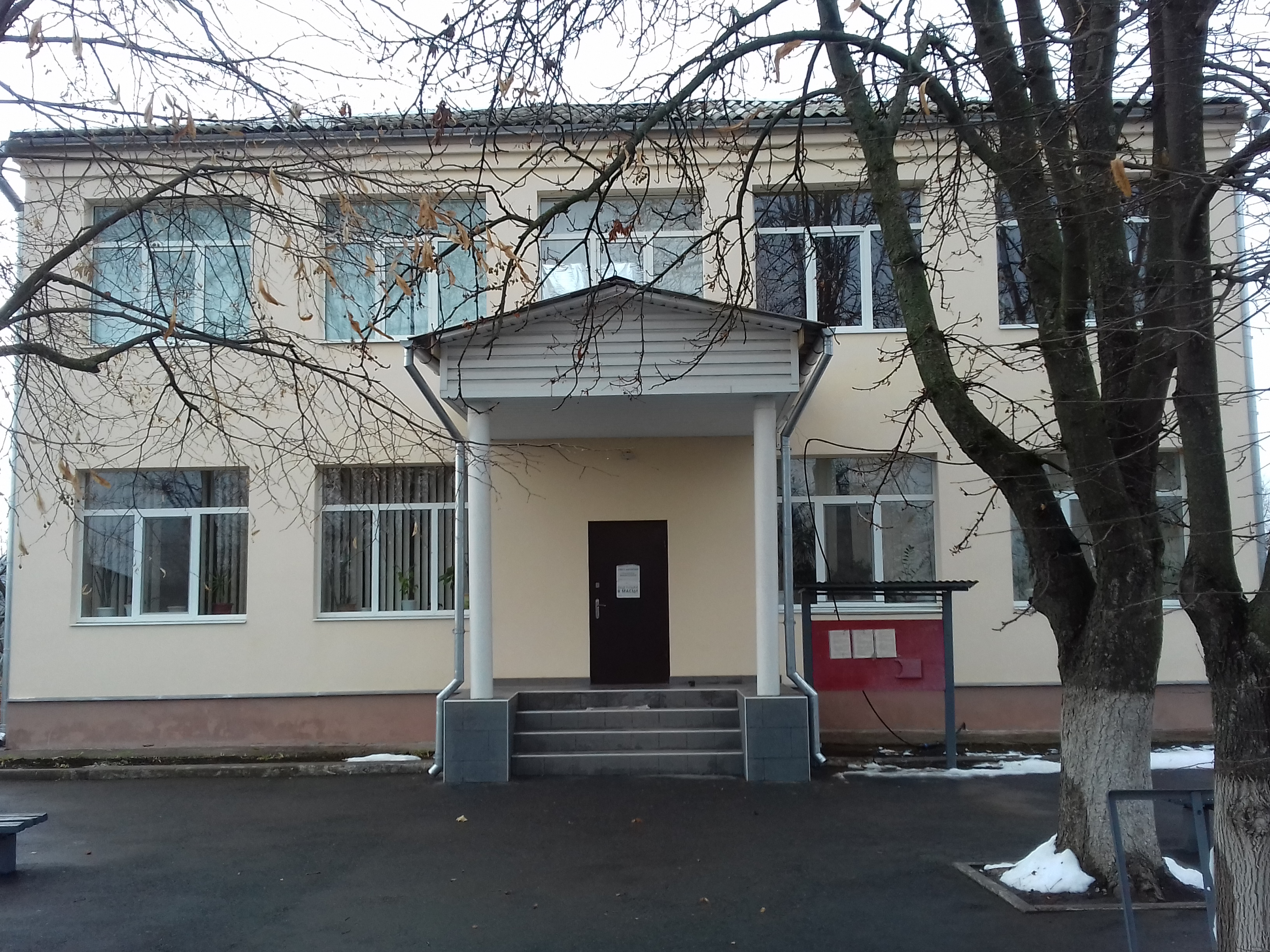
Контора ПП АЗІЗ, колись колгоспу ім ХІХ Партз'їзду, СТОВ "Чепіль"

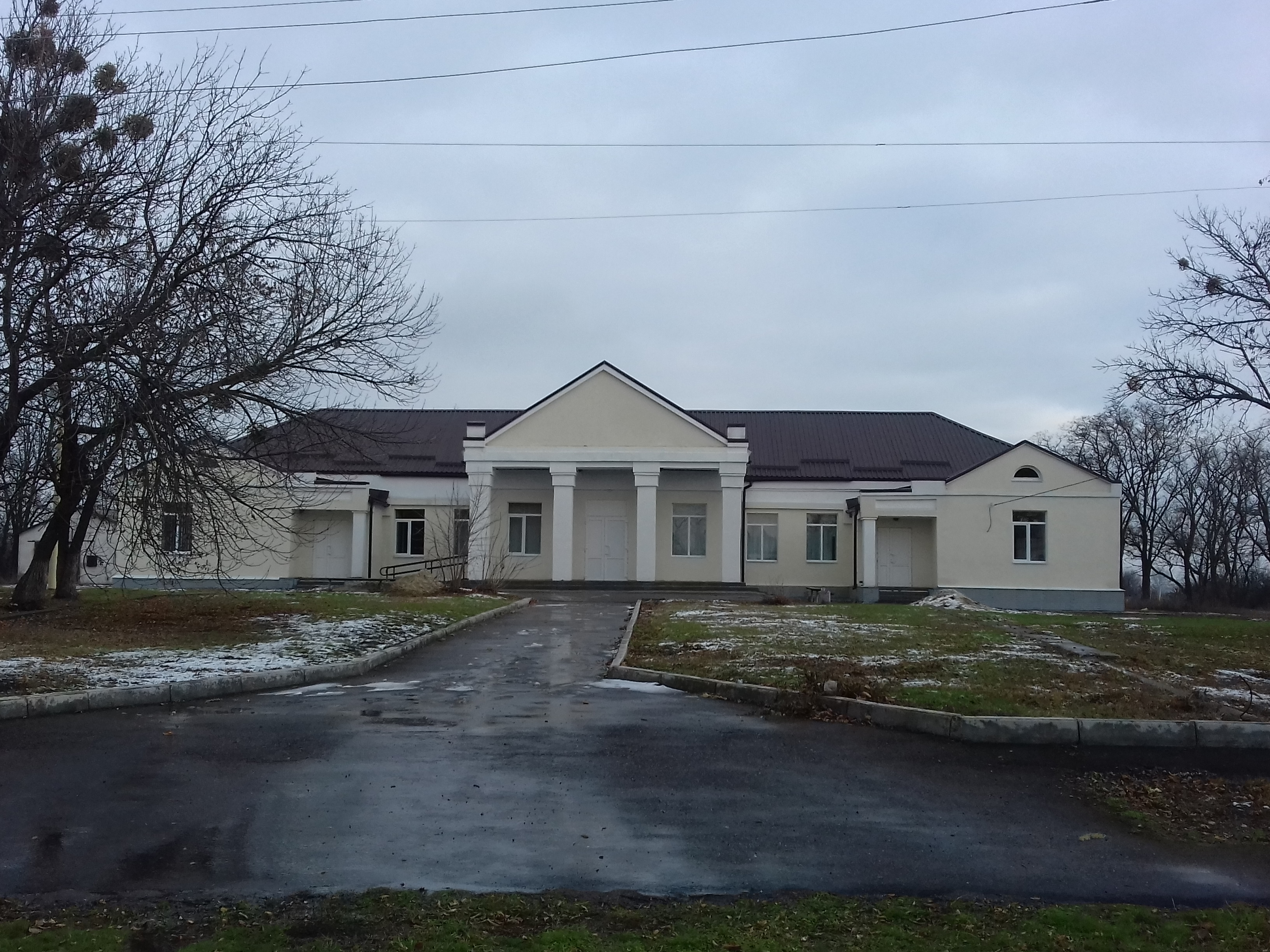
Будівля Чепільського сільського клубу

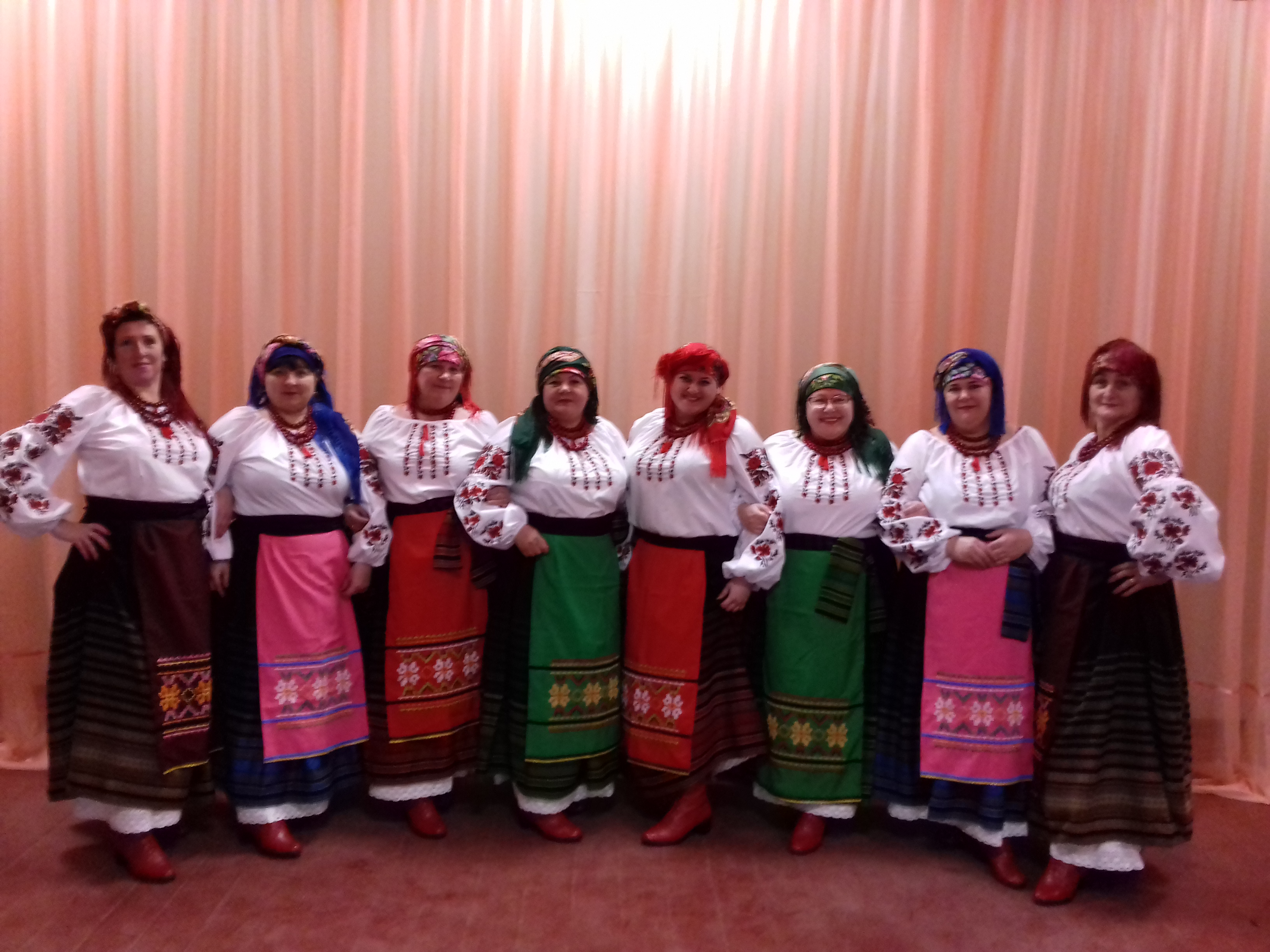
Творчий колектив Чепільського сільського клубу "Кумасі"

Че́піль — село в Україні, у Балаклійському районі Харківської області. Населення становить 991 осіб. До 2020 орган місцевого самоврядування — Чепільська сільська рада.

## Географія

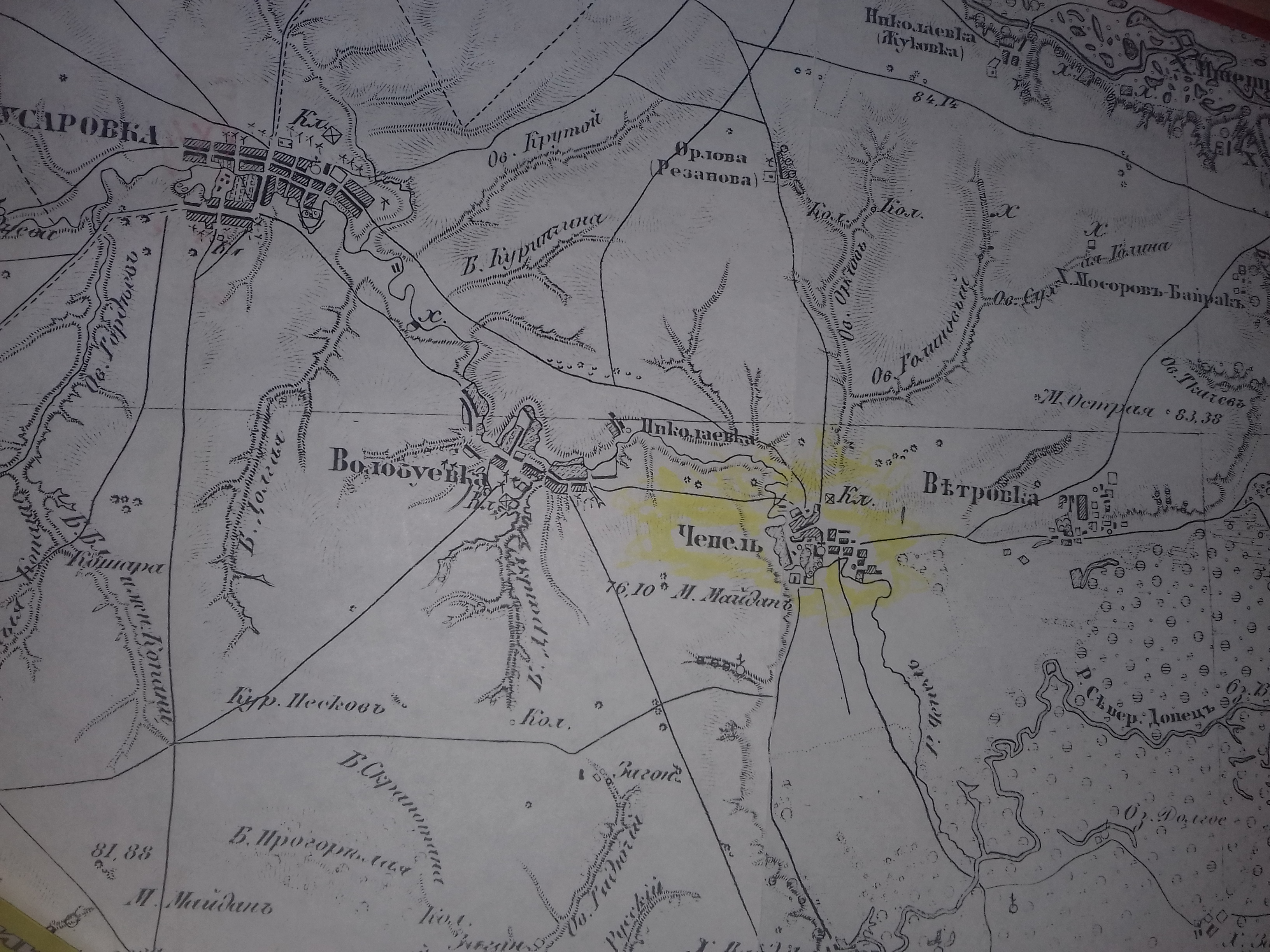

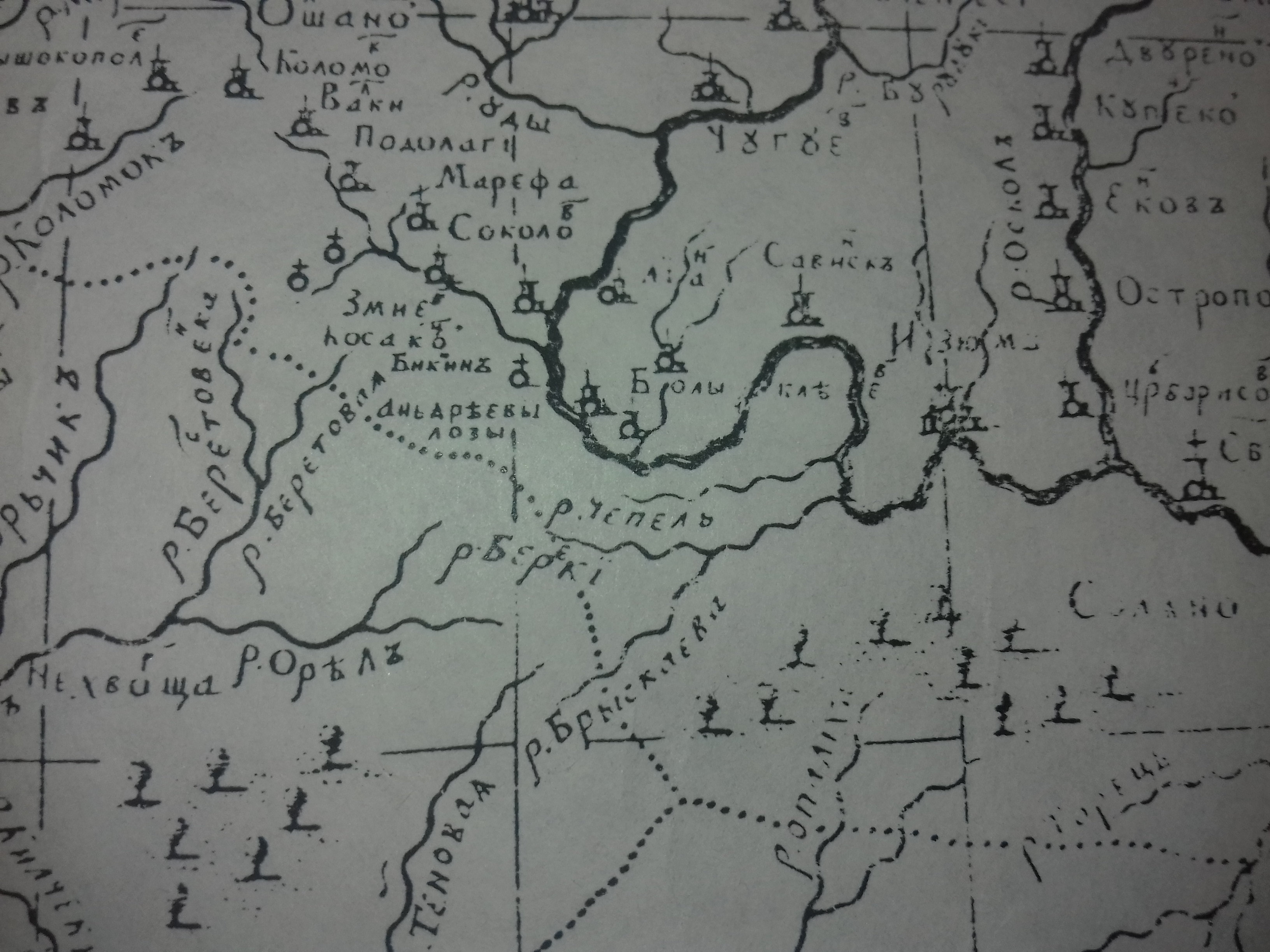

Село розташоване на правому березі річки Сіверський Донець. Через село протікає річка Чепель (Чепіль), яка через 5 км впадає в Сіверський Донець. Вище за течією річки Чепіль на відстані 1 км — село Волобуївка.
На річці Чепіль неподалік від села є каньйон з крейдяних скель

## Назва
Існує версія, що етимологія назви тюркська, і це слово означає «ніж для нарізки кормів худобі» (в ЕСУМ схоже за значенням слово «чепель» («ніж з обламаним кінцем») етимологізується як питомо українське, пов'язуючись з «чепіти»).
За легендою, на місці села колись відбулося «велике зчеплення» між жителями села та татарами, що закінчилося перемир'ям. Спочатку назва його звучала як «Зчепіль», а потім для простішого вимовляння змінилася на «Чепіль».

## Економіка
Комуна «Плуг і молот» (спочатку ім. Рози Люксембург) працювала з 1919 до 1929 р.
Існує приватне сільськогосподарське підприємство «АЗІЗ», засноване у 2017 році.
У селі були свино-товарна і молочно-товарна ферми.

## Історія
Російський Державний архів древніх актів повідомляє: «В документах за 1715 год сказано: „ … въ томъ же Изюмскомъ уѣздѣ Изюмского протопопа Александра Алешкова въ урочищѣ, на рѣчкѣ Чепелѣ, на усть рѣки Донца — слободка Чепелевка. Въ той слободкѣ дворъ ево протопоповъ, в немъ живутъ дѣловые люди черкасы“». Далі документ містить перелік десяти сімей із зазначенням імені людини, відношення до глави родини. У кінці відомостей про кожну родину вказівка — відкіля і коли сім'я прийшла в цю місцину. Таким чином, враховуючи, що документ датований 1715 роком, а перші дві родини з'явилися тут «тому восем лет» [там же], вираховуємо рік прибуття їх — 1707, який і є документально підтвердженим роком заснування Чепеля.
У перші роки у села була ще одна назва - Жуківка.
У 1918-1919 роках в селі кілька разів змінювалась влада.
Село постраждало внаслідок геноциду українського народу, проведеного урядом СРСР в 1932—1933 роках, кількість встановлених жертв в селі Чепіль та на хуторі Вітрівка — 95 людей.
12 червня 2020 року, відповідно до Розпорядження Кабінету Міністрів України  № 725-р «Про визначення адміністративних центрів та затвердження територій територіальних громад Харківської області», увійшло до складу Балаклійської міської територіальної громади.
19 липня 2020 року, в результаті адміністративно-територіальної реформи та ліквідації Балаклійського району, село увійшло до складу новоутвореного Ізюмського району.

## Пам'ятки

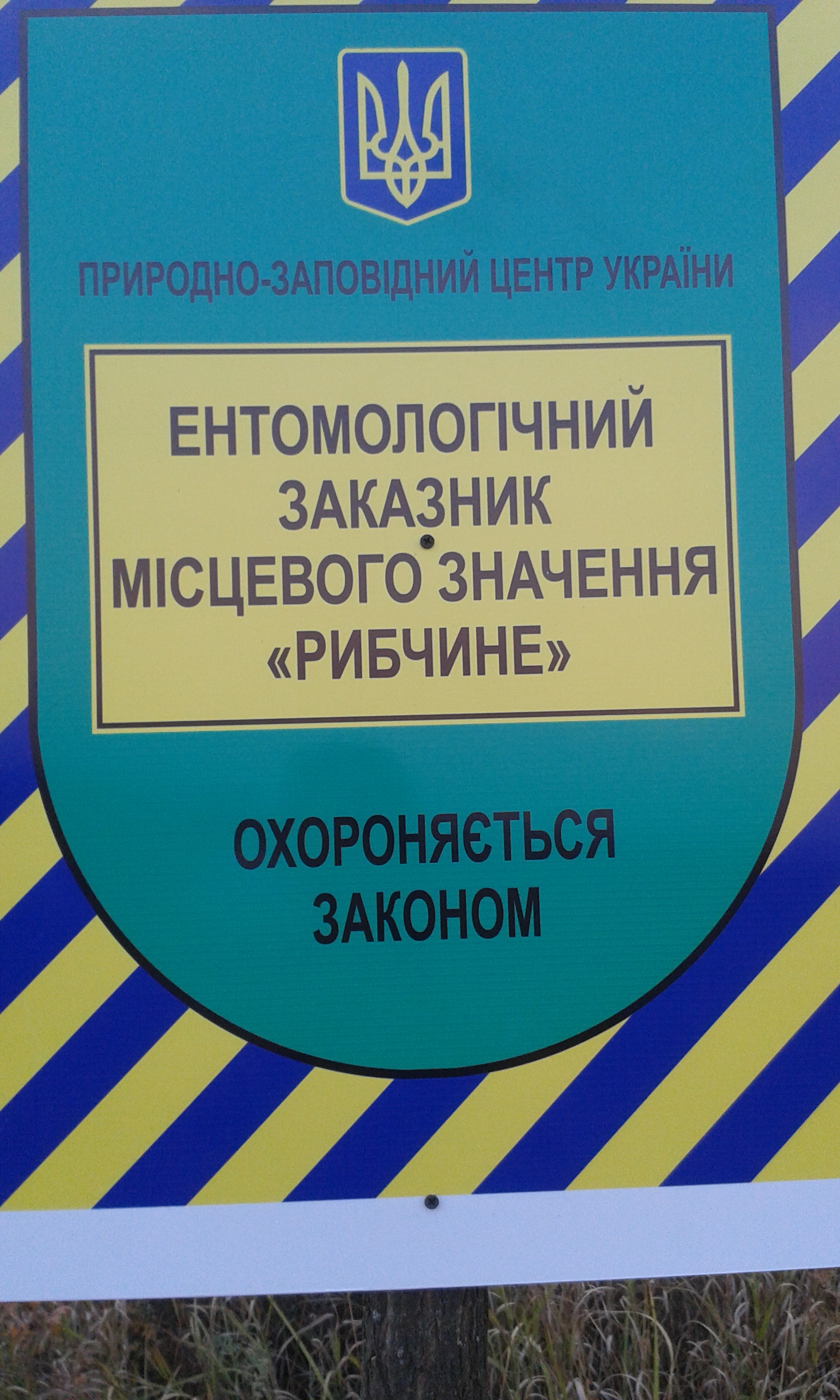
Охоронний знак на межі урочища Рибчине

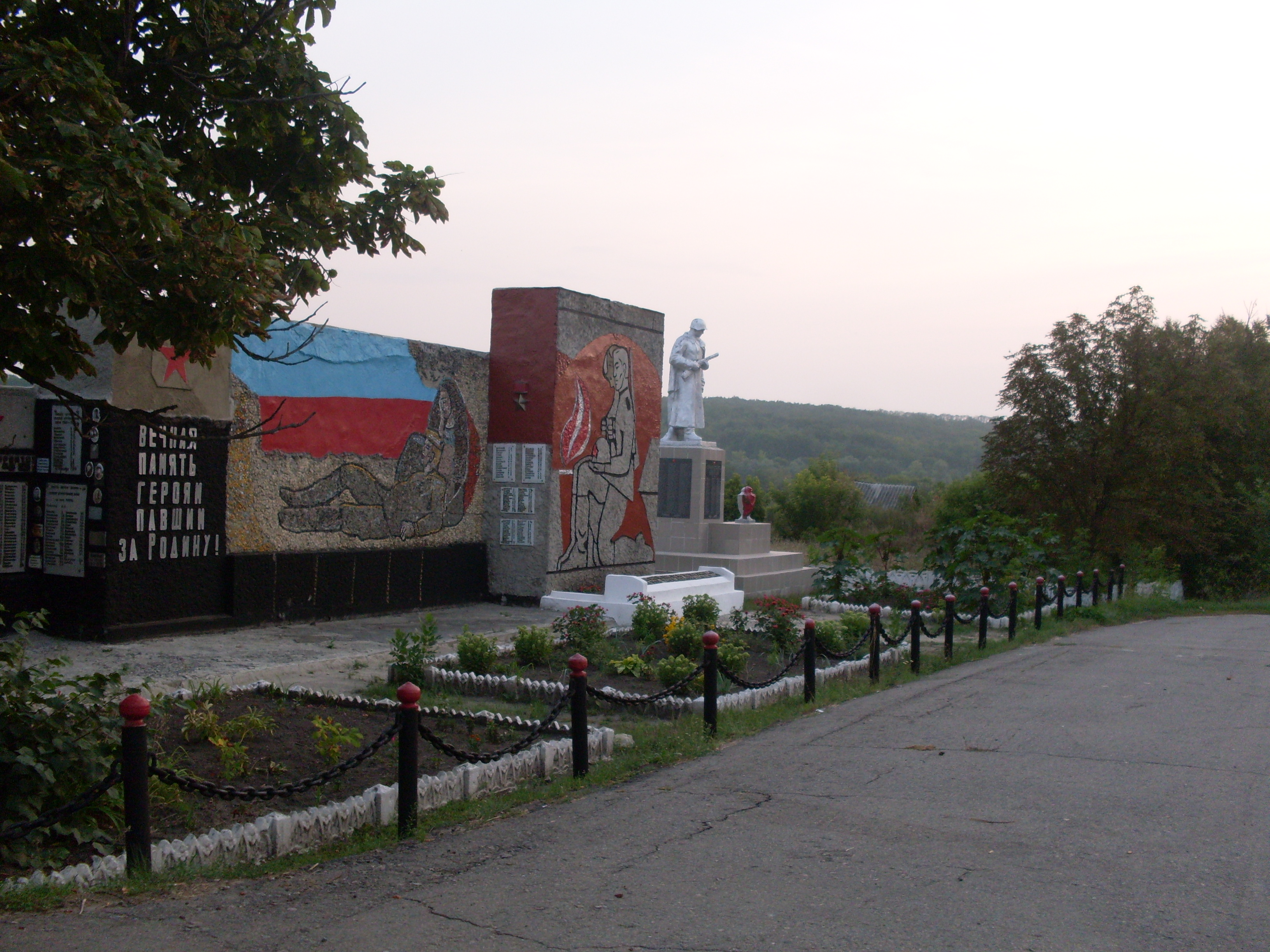
Меморіальний комплекс пам'яті захисників села. Меморальні дошки з прізвищами загиблих жителів.

### Природи
- Рибчине, ентомологічний заказник місцевого значення. Виявлено 15 видів комах, занесених у Європейський Червоний список і Червону книгу України, серед яких запилювачі сільськогосподарських культур: мелітурга булавовуса, рофітоїдес сірий, джмелі: вірменський, глинистий, моховий. Площа, 9,4 га. Рік створення — 1984.
- Вітрівський, гідрологічний заказник, площа становить 349 га.[12]

### Монументальні

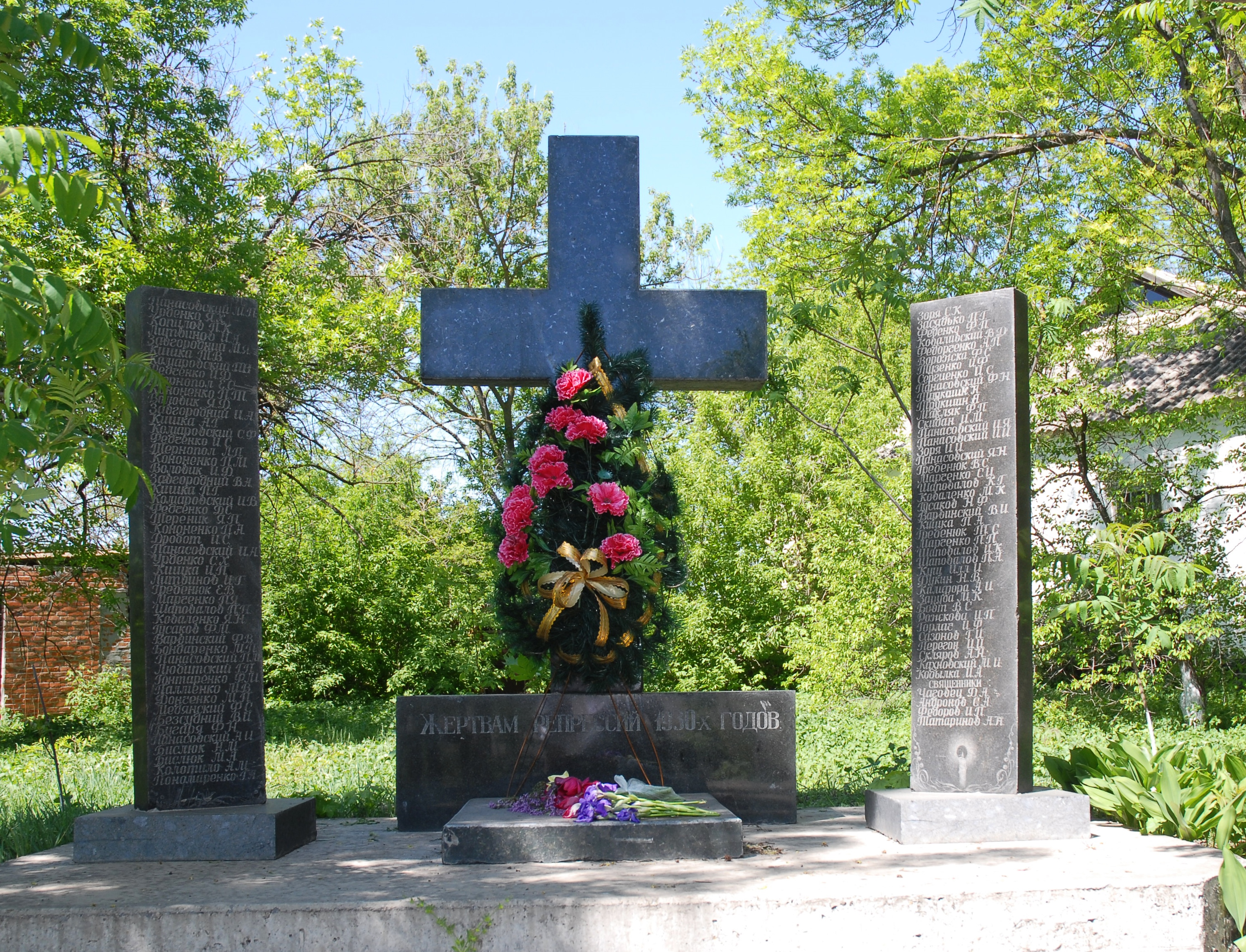
Пам'ятний знак жертвам політичних репресій.

- Пам'ятний знак Жертвам політичних репресій, відкритий 2002 року;
- Меморіальний комплекс полеглим у боях громадянської та ІІ Світової війни;
- Пам'ятник «Слава труду».

## Відомі люди
У селі народилися:
- художник Всеволод Григорович Аверін (1889–1946)
- зоолог Віктор Григорович Аверін (1885–1955)
- депутат Верховної Ради УРСР Бойко Марта Олексіївна
- депутат Верховної Ради УРСР Богдан Пантелеймон Панасович

Також в селі жив та навчався державний діяч Засядько Олександр Федорович (1910-1963), Герой Соціалістичної Праці, на керівній роботі у вугільній промисловості в Донбасі, згодом заступник Голови Ради Міністрів СРСР. Нагороджений 5 орденами Леніна, орденом Трудового Червоного Прапора, медалями.

## Інше
- Село Чепіль обране творцями комп'ютерної гри «У тилу ворога» як місце початкової місії кампанії «Катюша», дія якої відбувається навесні 1942 року. Восьмеро радянських бійців мають завдання звільнити село від німців[18].
- За 6 км від села на березі Сіверського Дінця (Вітрівська коса) проходить щорічний фестиваль «Акустичної рок-музики під Балаклією», організований харківським «Клубом Любителів Руського Року».

## Також
- Перелік населених пунктів, що постраждали від Голодомору 1932-1933, Харківська область